# Simone Bentivoglio
Simone Bentivoglio, né le 29 mai 1985 à Pignerol, est un footballeur italien qui évolue au poste de milieu de terrain désormais entraîneur.

## Biographie

### En club
Après être passé par les classes de jeunes de la Juventus Football Club est avoir participé à la Coupe du monde des moins de 20 ans 2005 avec l'Italie, il fait ses débuts professionnels en seconde division italienne, avec  Mantoue FC où il joue les barrages d'accession à la Serie A. Il rejoint ensuite les rangs de l'AC Chievo Vérone lors de l'été 2006. Dès la saison 2006-2007, il est prêté en Serie B au Modena FC où il fait sa première saison pleine en prenant part à trente-quatre rencontres. 
Le club réussit à se maintenir et à éviter les barrages. La saison suivante, il est de retour au Chievo qui vient d'être relégué en seconde division. Il profite de la relégation du club jouer ses premiers matchs sous le maillot du jaune et réussi rapidement à devenir un titulaire indiscutable. Au terme de la saison, le club est champion de Serie B et se retrouve directement promu en Serie A. Un peu moins utilisé la saison suivante, il joue ses premiers matchs en première division avant de retrouver une place de titulaire lors de la saison 2009-2010. Malheureusement la concurrence s’intensifie la saison suivante et il est prêté lors du mercato hivernal au FC Bari 1908 qui évolue également en Serie A. Il y est titulaire mais le club termine à la dernière place du championnat. Il est de nouveau prêté la saison suivante, à l'UC Sampdoria qui vient d'être relégué en Serie B mais n'y reste que six mois avant d'être prêté au Calcio Padoue.
Il fait son retour au club pour la saison 2012-2013, mais ne prend part à aucune rencontre durant toute la saison. Il retrouve le terrain la saison suivante et prend part à vingt-et-une rencontres avant d'être prêté au Brescia Calcio pour la saison 2014-2015.
Il quitte définitivement le club en 2015 et rejoint le Modena FC, pensionnaire de Serie B. Une saison plus tard, il s'engage en faveur du Venise FC.

### En sélection
Après avoir porté les couleurs italienne dans toutes les catégories d'âge des moins de 15 ans à moins de 20 ans, il est sélectionné pour participé à la Coupe du monde des moins de 20 ans soldée par l'élimination de l'Italie en quart de finale contre le Maroc.
Le 12 décembre 2006, il fait ses débuts avec l'équipe espoirs lors d'une victoire en match amical contre le Luxembourg deux buts à zéro.

### Reconversion
Devenu entraineur rapidement après la fin de sa carrière, il débute dans son dernier club l'AC Vigasio, tout d'abord en prenant en charge l'équipe des moins de 19 ans, puis après le limogeage de l'entraineur principal, il est promu à la tête de l'équipe première.
En mars 2024, il devient entraineur du FC Arzigano Chiampo
Le 19 novembre 2024, il devient l'entraineur du Piacenza Calcio 1919 en Serie D. Il prend part le jour même à son premier entrainement avant d'être licencié quelques heures après. La direction prend cette décision suite au mécontentement des supporters à la nomination de Bentivoglio comme entraineur, lui qui était impliqué dans l'affaire des matchs truqués.

## Palmarès
Il est champion de Serie B en 2008 avec l'AC Chievo Vérone.

## Affaire des matchs truqués dite "Calcio Scommesse"
Lors de l'interrogatoire du joueur de Plaisance Carlo Gervasoni, arrêté dans l'enquête du "Calcio Scommesse" sortent les noms des personnes suivantes : Andrea Masiello, Daniele Padelli, Alessandro Parisi, Marco Rossi et lui pour le prétendu trucage du match Palerme - Bari  du 7 mai 2011.
Il sera suspendu treize mois et condamné à une amende de 50 000 euros.